# Алахан
Алахан, Алабанда (тур. Alahan Manastir, Алахан-Манастыр) — раннехристианский монастырь в Турции. Расположен на территории Исаврии (современный Ичель, провинция Мерсин), которая была частью древнеримской провинции Киликия. Основан в IV веке как скальный монастырь на южных склонах горной цепи Тавр. В комплекс входит 3 церкви, последовательно расположенные на длинной террасе.

## История
Монастырь расположен в Исаврии между Селевкией (совр. Силифке) и Иконией (Конья).
Первое описание монастыря Алахан принадлежит французским археологам Александру Делаборд и Леону Делаборд, которые совершили путешествие по Малой Азии в 20-30-х годах XIX века. В 1892 году британский богослов и священник Артур Кэли Хэдлем составил первое подробное описание монастыря с детальными планами.
В 1950–1970-х годах британским археологом Майклом Гофом (1916–1973) были предприняты масштабные археологические раскопки монастыря Алахан.
В результате раскопок, проведенных Британским институтом в Анкаре под руководством М. Гофа, были выявлены и датированы следующие сооружения:
- двухнефная церковь-баптистерий V века, в полу северного нефа выложен бассейн в форме креста.
- трёхнефная базилика V века с порталом, декорированным рельефами с изображением Христа в медальоне, архангелов Михаила и Гавриила и тетраморфа из видения Иезекииля[9].
- трёхнефная церковь, построенная предположительно не ранее 462 года, с пирамидальным деревянным шатром на кубовидном барабане. Нефы оформлены двухъярусными аркатурами, интерьер храма декорирован резьбой[2].